# Хваннадальсхнукюр
Хва́ннадальсхну́кюр (исл. Hvannadalshnúkur) — пик на северо-западном краю кальдеры вулкана Эрайвайёкюдль в Исландии. Является высшей точкой острова (страны), официальные измерения, проведённые в августе 2005 года определили высоту — 2109,6 м (ранее считалось, что высота составляет 2119 м).
Пик Хваннадальсхнукюр входит в состав национального парка Скафтафедль. Маршрут на вершину проходит по многочисленным трещинам.